# 谢选骏
谢选骏（1954年—），中国旅美学者兼自由撰稿人，在1980年代曾参与引起过广泛关注的纪录片《河殇》的相關撰稿工作。

## 生平
谢选骏在1978年凭借着文革前连小学都未毕业的学历，考入中國社會科學院研究生院，是当时中国年龄最小的研究生，1981年毕业，任教于中国青年政治学院，主要研究的内容集中在宗教及古代神话。1988年受邀参与中央电视台纪录片《河殇》的撰稿工作，并独自完成了两万余字的《河殇》初稿《走出黄河心理》，以及纪录片第一集和第六集的分镜头稿。《河殇》播出后引起巨大反响，特别是在大学生群体中间。
1989年六四事件后，《河殇》遭禁播并被定性为“反革命的蓝图”，谢选骏也因参与《河殇》的制作过程而受到牵连，还因此入狱四个月。1991年谢选骏赴日本从事访问研究，1994年赴美参加学术会议后滞留不归，后担任纽约州立大学访问学者。谢选骏的主要研究领域为宗教及文化比较，出版的著作有《神话与民族精神》、《中国文化之源》、《中国神话》、《向东方》、《零点哲学》、《秦人与楚魂的对话》和《中国文明整合全球》等。虽然他在《河殇》中所表达的观点被大部分人理解为對西方式民主制度的讚美和对中國文化的批判，但是谢选骏始终表示他認為自己是一位民族主义者，并且聲稱《河殇》的其中一個主题是追求文化主体性，以及将中華文化带入全世界。
後來在反對資產階級自由化運動興起的浪潮下，謝選駿被迫定居美国，並且歸依了新教，自此之後其立場愈發偏向美國國內的頗多福音派人士所奉信的基利斯督主義，其也開始反對天主教等其他很多宗教。謝選駿近年在很多議題上都持有支配主義觀點，例如他主張消滅伊斯蘭教，但也對現今美國及英國等歐美國家國內的政治形勢表達不滿，亦表示自己不信任屬於自由派的政治家及屬於保守派的政治家，包括唐納德·特朗普等人。謝選駿甚至散播關於猶太人的陰謀論。
2014年，谢选骏表示他認為中國只有被基督教化，才能完成現代化進程，他聲稱：「第三期中国文明就是中国以吸收基督教文明为内容的历史阶段…… 如果从一个中国民族主义者的角度考虑-- 仅仅从中国的富强和进入世界主流这种民族主义的愿望出发，也需要好好地学习基督教、接受基督教文明。」